# WorldWideWeb

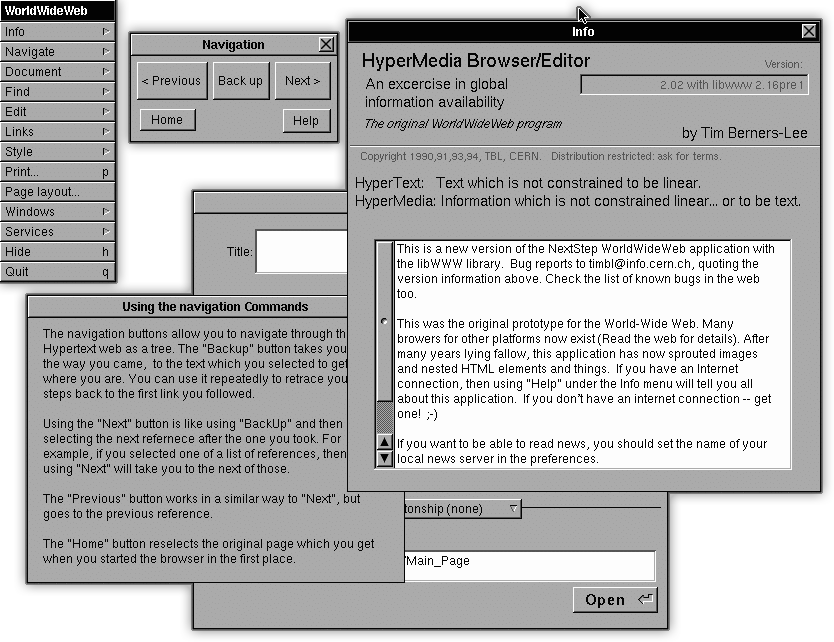
Snímek obrazovky

WorldWideWeb byl první webový prohlížeč. Jeho součástí byl i WYSIWYG editor. WorldWideWeb vznikl koncem roku 1990. Poprvé byl veřejně představen 26. února 1991 a běžel na platformě NeXTSTEP. Jeho autorem byl Tim Berners-Lee. WorldWideWeb byl později přejmenován na Nexus, aby se předešlo záměnám s World Wide Webem.
WorldWideWeb byl prvním programem, který nepoužíval pouze tehdy běžný File Transfer Protocol, ale také Hypertext Transfer Protocol, který vymyslel Berners-Lee v roce 1989.
Zdrojový kód programu byl v roce 1993 uvolněn jako volné dílo, což z něj dělá svobodný software.